# Hipólito de Roma
Santo Hipólito de Roma é um santo e foi o mais importante teólogo do século III na Igreja em Roma, onde ele provavelmente nasceu.
Fócio o descreveu em sua Biblioteca (cód. 121) como sendo um discípulo de Ireneu, que acredita-se ter sido discípulo de Policarpo e, pelo contexto da passagem, supõe-se que o próprio Hipólito assim se considerava. Porém, é duvidoso se esta afirmação de Fócio seja verdadeira.
Ele entrou em conflito com os papas de sua época e parece ter sido líder de um grupo cismático como um bispo rival de Roma. Por isto, ele é considerado como o primeiro Antipapa. Ele se opôs aos bispos de Roma que afrouxaram as regras de penitência para acomodarem um grande número de novos convertidos da religião pagã. Porém, muito provavelmente ele já estava reconciliado com a Igreja quando morreu como mártir.
Ele é a pessoa que usualmente chamamos de Santo Hipólito. Porém, iniciando no século IV, várias lendas surgiram sobre ele, identificando-o como um padre do cisma novaciano ou um soldado convertido por São Lourenço. E também é muitas vezes confundido com um outro mártir de mesmo nome.

## Vida
Como um presbítero da Igreja em Roma sob o Papa Zeferino (r. 199–217), Hipólito se destacou por sua erudição e eloquência. Foi nesta época que Orígenes, então um jovem, o ouviu pregar.
Ele acusou o Papa Zeferino de modalismo, a heresia que ensinava que Pai e Filho eram apenas nomes diferentes para o mesmo sujeito. Hipólito, por sua vez, defendia a doutrina do Logos dos apologistas gregos, que distinguia o Pai do Logos ("Verbo"). Um conservador do ponto de vista ético, ele se escandalizou quando o Papa Calisto I (r. 217–222) estendeu a absolvição aos cristãos que tinham cometidos pecados graves, como o adultério. Foi nesta época que é possível que ele tenha se permitido ser eleito como um rival do bispo de Roma, além de continuar atacando os papas Urbano I (r. 222–230) e Ponciano (r. 230–235).

### Antipapa e o cisma
Hipólito e seu grupo entraram em conflito com o Papa Calisto I (217-220), por pensar que o novo Pontífice, ao relaxar a legislação demasiado dura sobre o casamento e a penitência, estava abandonando a tradição católica. Justificando, com este motivo, sua posição irredutível, Hipólito escreveu o tratado sobre A Tradição Apostólica, fonte de primeira importância, para conhecermos a Igreja de seu tempo. Queixou-se também, de Calisto, de que tivesse este papa sendo condescendente quanto ao fato de se cometer um pecado mortal, não ser razão suficiente para depor um bispo, como alegava o contrário Hipólito. Reclamava também, do fato que o Papa tivesse admitido às ordens a quem se tinha casado duas ou três vezes e que tivesse reconhecido a legitimidade dos matrimônios entre os escravos e mulheres livres, o que estava proibido pela lei civil. Combateu as mais variadas heresias, e foi grande defensor da sã doutrina e disciplina. Hipólito era um homem pouco dado ao perdão. E suas atitudes pouco conciliatórias só poderiam causar problemas no seio da Igreja. Suas “implicâncias” eram tão “ferozes”, suas críticas tão “ácidas”, seu palavreado tão propenso à discussão, que começaram a “minar” a autoridade papal com grandes recriminações que atingiam com francas e amplas censuras diretamente ao papa Zeferino, por ser, em sua opinião, não suficientemente preparado para detectar e denunciar a heresia. Por ocasião da escolha de São Calisto I, ele interrompeu as relações com a Igreja de Roma, e, reunindo seus inúmeros seguidores, consentiu ser ordenado Bispo de Óstia, e em ser colocado como antipapa; opositor ao Papa, fundando uma igreja própria, arrastando no cisma parte do clero e do povo de Roma. Sua postura intransigente, acrescentando-se suas divergências pessoais de oposição, e, a não disfarçada inveja, porque Calisto fora o preferido pelo clero a ele como sucessor do Papa Zeferino, fizeram nascer um cisma que durou vinte anos, e, continuou durante o pontificado de Ponciano, que contudo conseguiu, com a sua magnanimidade reconduzir Hipólito e o seu grupo à unidade da Igreja.

### Martírio
Na perseguição aos cristãos do imperador Maximino Trácio, Hipólito e Ponciano foram exilados juntos em 235 para a Sardenha e é muito provável que lá, antes de sua morte, ele tenha se reconciliado com seus adversários em Roma, pois já sob o Papa Fabiano (r. 236–250) seu corpo e o de Ponciano foram trazidos para Roma. Pelo Catalogus Liberianus é possível verificar que em 13 de agosto, provavelmente de 236, eles foram enterrados em Roma, sendo Hipólito no cemitério na Via Tiburtina e Ponciano, nas Catacumbas de São Calisto. Este documento também indica que, por volta de 255, Hipólito já era considerado um mártir cristão e lhe atribui a posição de padre e não a de bispo, mais uma indicação de que antes de sua morte ele já tinha sido recebido novamente no seio da Igreja.

## Lendas
Tanto os fatos sobre a sua vida quanto as suas obras foram logo esquecidos no ocidente, talvez por causa de suas atividades durante o cisma e também por ele ter escrito em grego.

### Hipólito padre no cisma novaciano
O Papa Dâmaso I dedicou a ele um de seus famosos epigramas, fazendo assim dele um padre durante o cisma novaciano, uma visão posteriormente compartilhada por Prudêncio em sua obra do século V, "Paixão de Santo Hipólito".

### Hipólito soldado
Nos martirológios dos séculos VII e VIII, "Santo Hipólito" aparece como um soldado convertido por São Lourenço, uma lenda que sobreviveu por um longo tempo no breviário romano. Segundo esta versão, Hipólito seria cidadão romano, nascido na capital, Roma e preparado por sua família para uma carreira das honras. Entretanto, preferiu a carreira da espada: a militar. Recusou ser questor na cidade de Óstia, e em ser nomeado edil na cidade de Prato, para ser soldado pretoriano. Sempre demonstrou predileção às jornadas bélicas às ofertas de seu tio Cláudio, que era Cônsul em Roma para que participasse mais ativamente da vida pública, e dos pedidos de seu pai, Valério Quinto, que frequentasse mais o Fórum. Foi de seu agrado ser nomeado centurião da 3ª Legião de Félix, acantonada na cidade de Arpino, no Lácio, onde sua família tinha uma grande propriedade rural. Uma queda do seu cavalo força-lhe a se imobilizar pôr alguns meses, o que repousa a contra gosto e passa o tempo em apraz estudar. Alguns cronistas afirmam que sua simpatia pela causa cristã vem da época das campanhas que participou em Agrigento, onde lado a lado, esteve com vários adeptos desta seita que crescia até entre os soldados. Seu tutor de nome Orestes de Corinto, também era cristão. Sua relação com os cristãos se estreita quando uma vez batizado por Lourenço, é acolhido como igual pela jovem comunidade da Sicília e seus membros no exílio.
O Martirológio Romano classifica este Hipólito como o mesmo mártir citado nos "Atos de São Lourenço" (hoje perdidos). Segundo este documento, Hipólito era o oficial encarregado de tomar conta de Lourenço, quando este estava na prisão, sendo por ele convertido e batizado. Ele presenciou o enterro do mártir, e, por assim ter agido, foi intimado a comparecer perante o imperador, que o censurou por desonrar o uniforme imperial e a missão a ele confiada, mediante uma “conduta inconveniente a um oficial e a uma pessoa distinta”, e ordenou que fosse açoitado. Ao mesmo tempo, Santa Concórdia, enfermeira de Hipólito, e mais dezenove outros foram espancados até a morte com açoites providos de bolas de chumbo. O próprio Santo Hipólito foi sentenciado a ser despedaçado pela força de cavalos. A sentença do imperador só não foi plenamente cumprida, pelo seu desígnio de atender aos apelos da influente família do condenado, composta de membros ilustres da sociedade romana, sendo que apenas deveria ser açoitado e enviado a uma província distante para onde continuaria prestando serviço a Roma.
Hoje, sabe-se que o local designado pelo imperador, foi a Sicília. Na antiga cidade de Agrigento ou Acragas, conhecida na época como Porto Empédocles, costa sul da ilha (hoje porto de Agrigento), local quente e que vivia sua população a provocar tumultos onerosos a Roma, que atendia pelo sugestivo nome de “Molo di Girgenti”. O imperador o enviou para tomar parte no bloqueio a que estava sendo vítima, e que se esforçavam os soldados para tomá-la. Esta cidade só foi submetida pelas tropas romanas em 210.

### Hipólito mártir em Porto
Ele também já foi confundido com um mártir homônimo que está enterrado em Porto (na região do Lácio, na Itália), de onde acredita-se que tenha sido bispo. Prudêncio parece ter se inspirado na história do Hipólito mitológico ao descrever a morte do santo, mostrando-o sendo arrastado até à morte por cavalos, na cidade de Óstia Antiga. Ele descreve a catacumba onde estaria enterrado Hipólito e conta que ele viu lá uma figura representando a execução do santo. Ele também confirma o dia 13 de agosto como a data em que Hipólito seria celebrado.
Esta versão levou Hipólito a ser considerado o padroeiro dos cavalos.
Durante a Idade Média, cavalos doentes eram trazidos até Ippollitts, Hertfordshire, Inglaterra, onde uma igreja fora dedicada a ele.

## Obras
São Hipólito foi um dos maiores e mais destacados escritores da Igreja de Roma dos primeiros séculos. Pode muito bem ser comparado a Clemente de Alexandria ou Orígenes. Grande parte de seus escritos foram em grego, e, pelo fato de adotar esta língua (ele a escolheu, porque era uma língua mais difundida na época do que o latim), contribuiu para que a sua memória ficasse bastante diminuída até obscurecer-se quase por completo ao latinizar-se a Igreja ocidental a partir do século IV. São Jerônimo o chamava de o “homem mais santo e eloquente”. Os extensos escritos de Hipólito, que pela variedade de assuntos podem ser comparados aos de Orígenes, abarcam as esferas da exegese, homilética, apologética e polémica, cronografia e direito canônico. Hipólito preservou também a primeira liturgia conhecida sobre a Virgem Maria, como parte da cerimônia de ordenação de um bispo.
Porém, infelizmente, a maior parte de suas obras chegou até nossos dias em uma condição fragmentada e é difícil obter delas qualquer noção exata de sua importância intelectual e literária.

### Refutação de todas as Heresias
Sua obra Refutação de todas as heresias (Philosophumena) é um livro conhecido por dar uma descrição do gnosticismo e das sociedades secretas da época e demonstra bastante conhecimento da filosofia grega. G. H. Pember chegou a sugerir que fosse convertido de uma dessas sociedades. Considerada a principal obra de Hipólito, de seus dez livros, o primeiro é o mais importante. Ele é conhecido há muito tempo e foi publicado sob o nome de Philosophumena entre as obras de Orígenes. Os livros II e III se perderam, sendo que os livros IV até X sobreviveram, sem o nome do autor, num mosteiro em Monte Atos em 1842. E. Miller os publicou em 1851 sob o título de Philosophumena, atribuindo-os incorretamente à Orígenes, algo que desde então já foi corrigido.

### Comentários sobre o "Cântico dos Cânticos"
Das obras exegéticas usualmente atribuídas à Hipólito, as mais preservadas são "Comentários sobre o profeta Daniel" e "Comentários sobre o Cântico dos Cânticos", sendo esta a versão mais antiga da interpretação claramente cristã dos Cânticos, cobrindo os três primeiros capítulos até Cânticos 3:7. Esta obra interpreta os Cânticos como se referindo a uma complicada relação entre Israel, Cristo e os gentios da Igreja. Cristo, como o Logos, é representado de diversos modos ricamente simbólicos: como a feminina Sophia ("Sabedoria"), que era o agente de Deus na criação e que depois teria vivido com Salomão e inspirado os profetas, sendo a genitora do vinho (como Dionísio) que alimenta a Igreja com seus seios (a Lei e os Evangelhos), e como o vitorioso Hélio que corre pelo céu e junta as nações. O comentário retorna frequentemente ao tópico da unção do Espírito Santo e foi escrito originalmente como uma mistagogia, uma instrução aos novos cristãos. Estudiosos assumiram que esta obra foi originalmente escrita para ser utilizada durante a Pessach, época preferida pelos cristãos ocidentais da época para batismos. O comentário sobre o Cânticos sobreviveu em dois manuscritos geórgios, uma epítome grega, um florilégio paleo-eslavônico e framentos em armênio e siríaco, assim como em muitas citações patrísticas, especialmente na obra de Ambrósio de Milão, "Exposição sobre o Salmo 118 (119)". Diferentemente de Orígenes, que interpretava os Cânticos como sendo principalmente uma alegoria da alma e de Cristo, Hipólito interpretava o livro como sendo um tratamento tipológico dado à relação entre a Igreja da circuncisão, tipificada por Israel e substituída pela Igreja composta tanto por judeus convertidos quanto cristãos gentios. Hipólito interpretou os Cânticos utilizando-se de um recurso comum da retórica chamado écfrase, uma forma de persuasão empregada pelos retóricos da segunda era sofista, que consistia em se utilizar de temas bem conhecidos originados em representações populares comuns às paredes de casas (como murais) e, na forma de mosaicos, nos pisos. Ele também forneceu seu comentário com uma introdução bem desenvolvida conhecida como schema isagogicum, indicando seu conhecimento das convenções retóricas dos que discutiam as obras clássicas. Orígenes acreditava que o livro de Cânticos deveria ser reservado aos que já estavam espiritualmente maduros e que estudá-lo poderia ser prejudicial aos novatos. Nisto, ele seguiu as tradições interpretativas judaicas do século III, enquanto que Hipólito as ignorou.

### Outras obras
É impossível formar uma opinião sobre Hipólito como pregador, pois as "Homilias sobre a Festa da Epifania", tradicionalmente atribuída a ele, não é dele.
Das obras dogmáticas, "Sobre Cristo e o Anticristo" sobreviveu completa. Entre outras coisas, ela inclui um relato vívido dos eventos que precedem o fim do mundo e foi escrita provavelmente durante as perseguições de Sétimo Severo, por volta de 202
A influência de Hipólito foi sentida principalmente em suas obras sobre cronografia e direito canônico. Sua crônica do mundo, uma compilação abarcando todo o período desde a criação do mundo até o ano de 234, é a base de muitas obras cronográficas tanto no oriente quanto no ocidente.
Nas grandes compilações de leis eclesiásticas que surgiram no oriente desde o século IV, as Antigas Ordens da Igreja, muitos cânones são atribuídos à Hipólito, como os Cânones de Hipólito ou a epítome das Constituições Apostólicas. Quanto deste material é de fato de sua autoria, quanto foi retrabalhado e quanto foi erroneamente atribuído a ele não pode mais ser determinado sem sombra de dúvida mesmo pela mais profunda investigação. Uma grade parte destas obras foi incorporada no Fetha Negest, que uma vez já serviu como a base constitucional da lei na Etiópia - onde Hipólito ainda é lembrado como Abulides.